# Dowód osobisty
     Obowiązek posiadania od 18. roku życia
     Obowiązek posiadania przed 18. rokiem życia
     Brak obowiązku posiadania dowodu
     Państwo nie wydaje dowodów osobistych

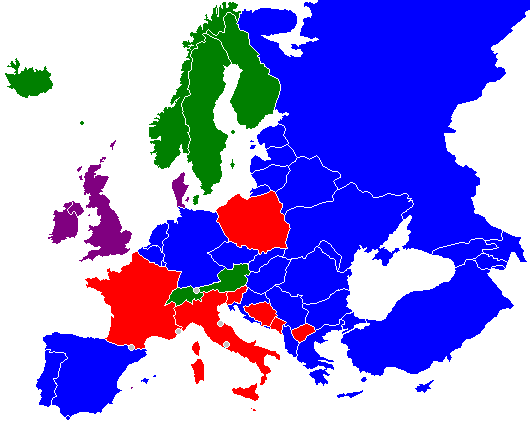
Dowód osobisty w Europie:
Obowiązek posiadania od 18. roku życia
Obowiązek posiadania przed 18. rokiem życia
Brak obowiązku posiadania dowodu
Państwo nie wydaje dowodów osobistych

Dowód osobisty – dokument stwierdzający tożsamość osoby i poświadczający obywatelstwo. W wielu państwach jego posiadanie jest obowiązkowe.
Wiele państw uznaje także inne dokumenty potwierdzające tożsamość, m.in. prawo jazdy, paszport, legitymacja ubezpieczeniowa czy akt urodzenia albo paszport wewnętrzny, tj. dowód osobisty w krajach postsowieckich.
Przykładowo, w Stanach Zjednoczonych powodem niewprowadzenia jednolitego obowiązkowego dowodu osobistego jest rozumienie takiego obowiązku jako przejaw totalitaryzmu.

## W Polsce
W Polsce przed II wojną światową dowód osobisty był dokumentem wydawanym na życzenie. Obowiązek posiadania dokumentu identyfikującego obywatela wprowadzili okupanci w czasie II wojny światowej (kenkarta) i został on następnie utrzymany w PRL. Po upadku komunizmu dowód osobisty nadal pozostaje w Polsce dokumentem obowiązkowym, z tym, że od początku nowego tysiąclecia wprowadzono dowody w postaci pojedynczej wielowarstwowej karty o wymiarach karty kredytowej wykonanej z poliwęglanu, zastępujące obowiązujące w PRL dowody w postaci niewielkiej książeczki.
Blankiety dowodów osobistych produkowane są przez Polską Wytwórnię Papierów Wartościowych S.A. Dane obywateli nanoszone są w Centrum Personalizacji Dokumentów MSWiA, a do Urzędów Gmin dowody dostarcza policja.
Rozmiar dowodu osobistego (karty) to 85,60×53,98 mm (standard ID-1 ISO/IEC 7810).